# Asiatyphlopinae
Sous-famille
Les Asiatyphlopinae sont une sous-famille de serpents de la famille des Typhlopidae.

## Répartition
Les espèces des huit genres de cette sous-famille se rencontrent en Asie, en Océanie, en Afrique du Nord et en Europe du Sud.

## Liste des genres
Selon The Reptile Database (31 août 2014) :
- Acutotyphlops Wallach, 1995
- Anilios Gray, 1845
- Argyrophis Gray, 1845
- Cyclotyphlops Bosch & Ineich, 1994
- Indotyphlops Hedges, Marion, Lipp, Marin & Vidal, 2014
- Malayotyphlops Hedges, Marion, Lipp, Marin & Vidal, 2014
- Ramphotyphlops Fitzinger, 1843
- Xerotyphlops Hedges, Marion, Lipp, Marin & Vidal, 2014

## Publication originale
- Hedges, Marion, Lipp, Marin & Vidal, 2014 : A taxonomic framework for typhlopid snakes from the Caribbean and other regions (Reptilia, Squamata). Caribbean Herpetology vol. 49, p. 1–61 (texte intégral)